# Lac Sergent
Le lac Sergent est un plan d'eau douce situé dans la municipalité de Lac-Sergent, dans la municipalité régionale de comté (MRC) de Portneuf, dans la région administrative de la Capitale-Nationale, au Québec, au Canada.
Les rives du lac Sergent comportent une densité élevée de résidences et chalets, notamment dans le village de Lac-Sergent, situé au sud du lac. La villégiature a commencé vers 1896 au lac Sergent, comparativement au lac Sept-Îles où elle remonte à 1857-1858.

## Géographie
Le lac Sergent est situé sur la rive nord du fleuve Saint-Laurent, entre Saint-Raymond et Sainte-Catherine-de-la-Jacques-Cartier. Il est le plus petit des trois lacs de grande villégiature du secteur, les autres étant le lac Saint-Joseph et le lac Sept-Îles. Ce dernier, qui se trouve à 4,725 km au nord, est deux fois plus grand en superficie que le lac Sergent, tandis que le lac Saint-Joseph se situe à 5,2 km plus à l'est.
Le lac Sergent est entouré d'un relief montagneux et forestier; au sud-est, la montagne atteint 330 m; au sud, deux sommets atteignent 320 m; au nord, la montagne atteint 330 m; et à l'ouest, la montagne atteint 270 m. Une montagne au nord-ouest atteint 349 m et une autre 372 m en s'approchant du lac Sept-Îles. Le lac Sergent s'alimente de quelques ruisseaux environnants descendant des montagnes. Annuellement, ce plan d'eau est normalement gelé de novembre à avril.
L'embouchure est situé au sud du lac. Son émissaire est la décharge du lac Sergent qui se dirige vers le sud-ouest sur 4,5 km (en ligne directe) ou 8,4 km (en suivant le courant) à cause de divers serpentins. La moitié sud du parcours de cette décharge se situe dans la municipalité de paroisse de Saint-Basile; elle coule en parallèle (du côté nord) à la rivière Blanche qui s'approvisionne au Lac Blanc situé 1,8 km au sud-est de l'embouchure du Lac Sergent. Cette décharge du Lac Sergent se déverse dans la rivière Portneuf dans le rang Sainte-Madeleine, à 7,9 km au nord de Pont-Rouge et à 5,6 km à l'est du sommet de la "montagne de Sainte-Angélique".
La voie ferrée du Canadien National (jadis le Transcontinental) qui dessert le haut du comté de Portneuf, contourne le village de Lac-Sergent par le sud. Au XIXe siècle, le chemin de fer contribua grandement à l'essor économique du secteur. La route 367 contourne la partie nord du lac. Tandis que le "chemin du Tour-du-Lac" ceinture le reste du lac.

## Toponymie
Le toponyme « Lac Sergent » était déjà en usage avant 1829. Ce toponyme est signalé dans le rapport de 1829 de l'arpenteur Jean-Pierre Proulx; ce toponyme fait alors référence au territoire entre les rivières Jacques-Cartier et Batiscan. L'historien Eugène Rouillard allègue que ce toponyme tire son origine au début du XIXe siècle et que cette désignation rend hommage à un vieux soldat qui aurait vécu aux abords de ce lac. <
Le toponyme "lac Sergent" a été officialisé le 5 décembre 1968, à la Banque des noms de lieux de la Commission de toponymie du Québec.